# Kaunas apskritis
Kaunas apskritis (litauisk: Kauno apskritis) var et af 10 apskritys i Litauen. Kaunas apskritis har et 580.333 (2023) indbyggere og et areal på 8.089 km². Kaunas apskritis havde hovedsæde i byen Kaunas, der også var den største by.
Apskritys som administrative enheder blev nedlagt ved en reform 1. juli 2010, siden da har Kaunas apskritis været en territorial og statistisk enhed.